# کزوداوی
کزوداوی (به لاتین: Kozodawy) یک روستا در لهستان است که در Gmina Hrubieszów واقع شده‌است. این روستا در شرق لهستان و در نزدیکی مرز اوکراین قرار دارد.

## خصوصیات
کزوداوی  ۲۱۳ نفر جمعیت دارد و ۲۰۰ متر بالاتر از سطح دریا واقع شده‌است.